# Lac Rukwa
Le lac Rukwa est un lac de soude (alcalin), endoréique situé dans le sud-ouest de la Tanzanie, à environ cent kilomètres à l'est du lac Tanganyika.

## Géographie
Situé dans le prolongement du lac Malawi selon un axe sud-est-nord-ouest, il se loge dans une dépression parallèle à la vallée du Grand Rift.
La taille de ce lac endoréique a largement varié au fil des ans, parfois même au cours d'une même année, en raison des variations de flux hydriques. Actuellement le lac mesure plus de 150 kilomètres de long pour une largeur maximale de 35 kilomètres. Sa superficie moyenne est de 2 600 km2 mais elle varie grandement en raison de la très faible profondeur du lac et du faible escarpement de ses berges marécageuses. En 1929, le lac était seulement long de 50 kilomètres mais en 1939, il était approximativement long de 130 kilomètres et large de 40 kilomètres.